# Kazma Sporting Club
O Kazma Sporting Club é um clube de futebol kuwaitiano com sede na Cidade do Kuwait. A equipe compete no Campeonato Kuwaitiano de Futebol.

## História
O clube foi fundado em 1964.

## Estádio

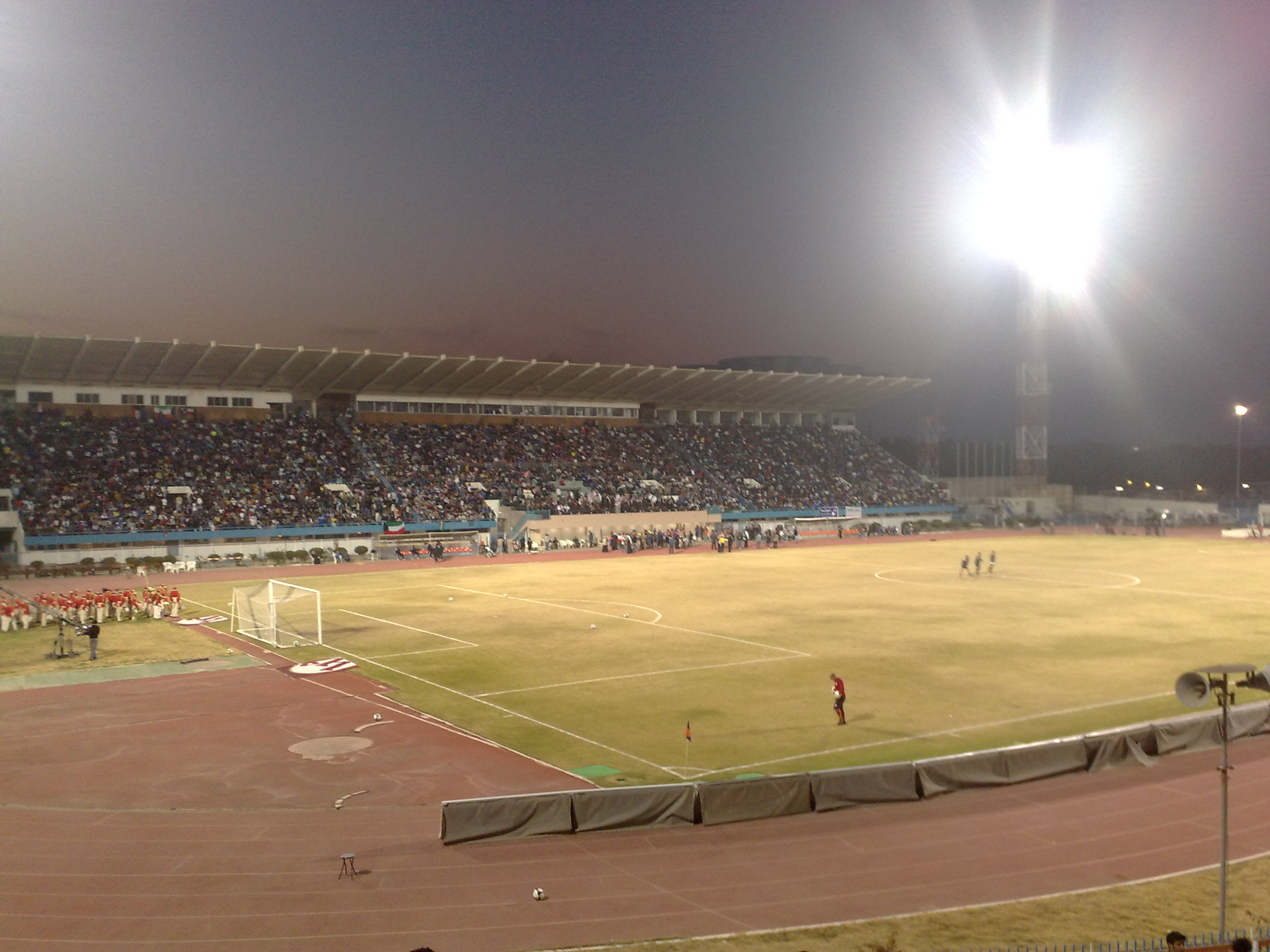
Al-Sadaqua Walsalam Stadium em Adiliya.

A casa do Kazma é o Al-Sadaqua Walsalam Stadium, com capacidade para 21.000 lugares.

## Títulos

### Internacionais
Copa do Golfo: 2 (1987 e 1995)

### Nacionais
- Viva Premier League: 4 (1986, 1987, 1994, 1996)
- Kuwait Emir Cup: 7 (1982, 1984, 1990, 1995, 1997, 1998, 2011)
- Kuwait Crown Cup: 1 (1995)
- Al Khurafi Cup: 2 (2004, 2007)
- Kuwaiti Division One: 1 (1968–67)
- Kuwait Federation Cup: 2 (2015-16, 2017-18)

## Histórico de treinadores

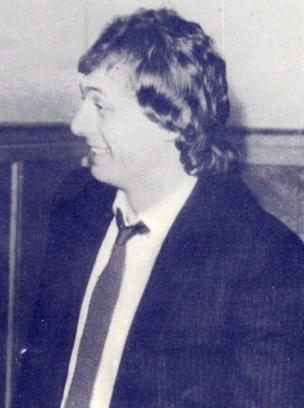
Ilie Balaci treinador entre 2009–10

| Anos         | Nome              | Nacionalidade |
| ------------ | ----------------- | ------------- |
| 1985–90      | Eddie Firmani     | Itália        |
| 1994–96      | Milan Máčala      | Chéquia       |
| 1997–99      | Theo Bücker       | Alemanha      |
| 1999         | Adam Marjan       | Kuwait        |
| 2001–02      | Fouzy Ibrahim     | Kuwait        |
| 2002–03      | Acácio Casimiro   | Portugal      |
| 2004         | Júlio César Leal  | Brasil        |
| 2004–05      | Johan Boskamp     | Holanda       |
| 2005–06      | Zlatko Krmpotić   | Sérvia        |
| 2006–2007    | José Garrido      | Portugal      |
| 2007–08      | Marinko Koljanin  | Croácia       |
| 2008–09      | Robertinho        | Brasil        |
| 2009–10      | Ilie Balaci       | Romênia       |
| 2010         | Jamal Yaqoob      | Kuwait        |
| 2010-2012    | Milan Máčala      | Chéquia       |
| 2012–2013    | Miodrag Radulović | Montenegro    |
| 2013–2015    | Jacenir Silva     | Brasil        |
| 2015–Present | Florin Motroc     | Romênia       |